# Parotis convolvulalis
Parotis convolvulalis là một loài bướm đêm trong họ Crambidae.